# Morsan
Morsan est une commune française située dans le département de l'Eure, en région Normandie.

## Géographie
Morsan est une commune du Nord-Ouest du département de l'Eure en région Normandie. Elle se situe dans la région naturelle du Lieuvin entre Bernay et Pont-Audemer. Elle appartient à l'arrondissement de Bernay et au canton de Brionne.

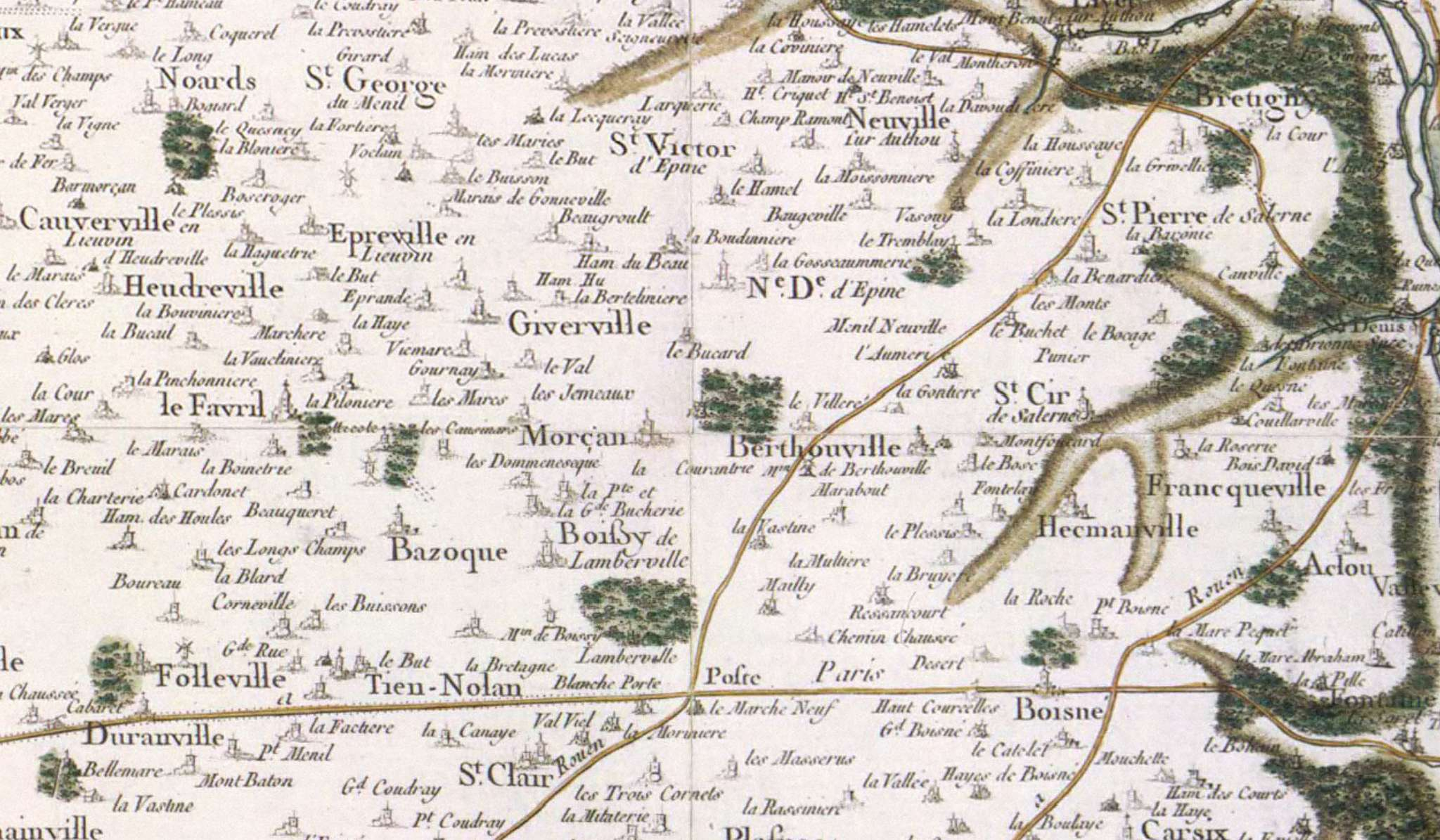
Morsan sur la carte de Cassini de Lisieux-Honfleur.

### Communes limitrophes
| Giverville         | Notre-Dame-d'Épine | Neuville-sur-Authou |
| Giverville         | Morsan             | Berthouville        |
| Boissy-Lamberville | Boissy-Lamberville | Berthouville        |

### Hydrographie
La commune est située dans le bassin Seine-Normandie. Elle n'est drainée par aucun cours d'eau,.

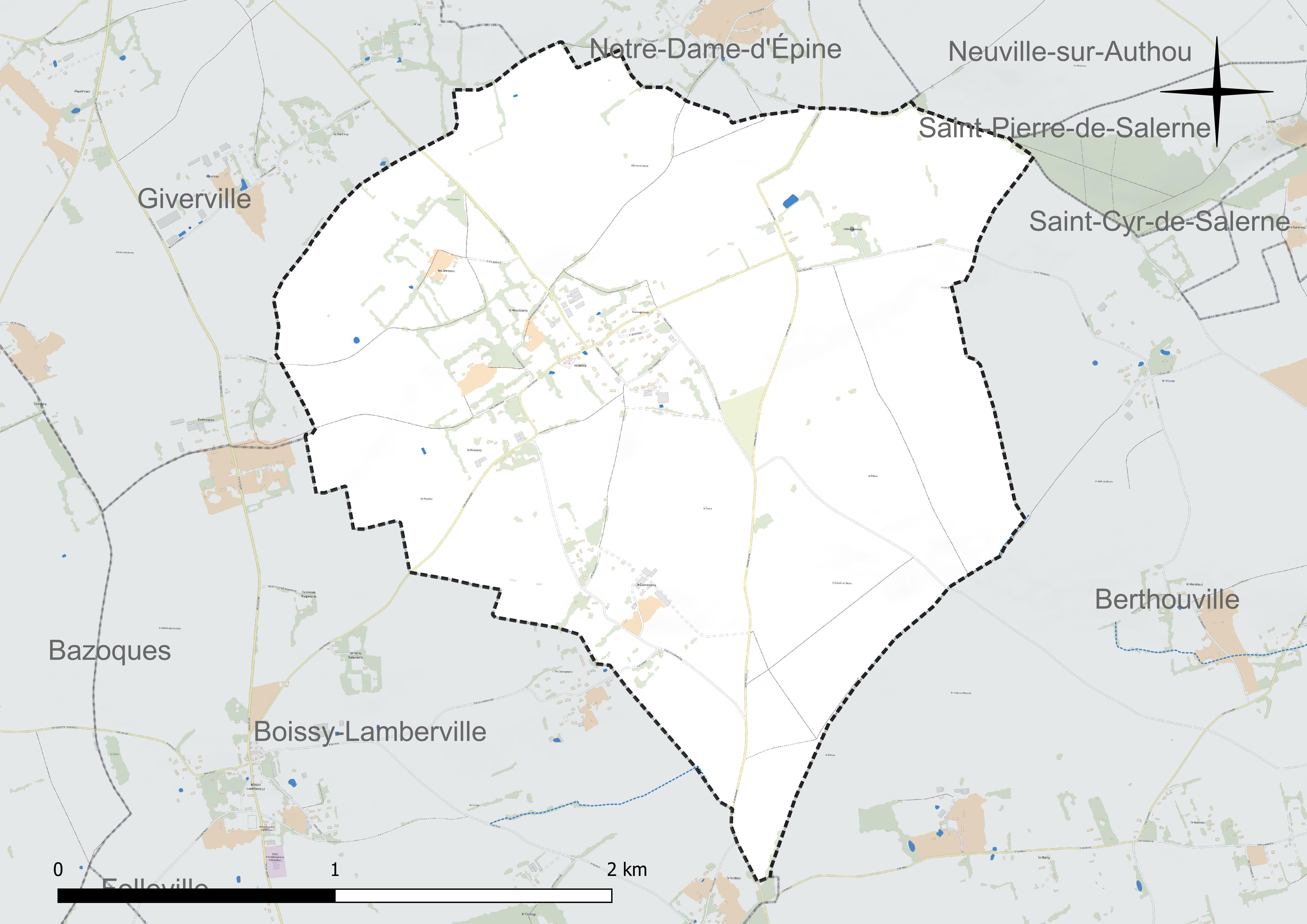
Réseau hydrographique de Morsan.

### Climat
Pour des articles plus généraux, voir Climat de la Normandie et Climat de l'Eure.
En 2010, le climat de la commune est de type climat océanique dégradé des plaines du Centre et du Nord, selon une étude du CNRS s'appuyant sur une série de données couvrant la période 1971-2000. En 2020, Météo-France publie une typologie des climats de la France métropolitaine dans laquelle la commune est exposée à un climat océanique et est dans la région climatique  Côtes de la Manche orientale, caractérisée par un faible ensoleillement (1 550 h/an) ; forte humidité de l’air (plus de 20 h/jour avec humidité relative > 80 % en hiver), vents forts fréquents. Parallèlement le GIEC normand, un groupe régional d’experts sur le climat, différencie quant à lui, dans une étude de 2020, trois grands types de climats pour la région Normandie, nuancés à une échelle plus fine par les facteurs géographiques locaux. La commune est, selon ce zonage, exposée à un « climat contrasté des collines », correspondant au Pays d’Auge, Lieuvin et Roumois, moins directement soumis aux flux océaniques et connaissant toutefois des précipitations assez marquées en raison des reliefs collinaires qui favorisent leur formation.
Pour la période 1971-2000, la température annuelle moyenne est de 10,1 °C, avec  une amplitude thermique annuelle de 14 °C. Le cumul annuel moyen de précipitations est de 833 mm, avec 12,4 jours de précipitations en janvier et 8,4 jours en juillet. Pour la période 1991-2020, la température moyenne annuelle observée sur la station météorologique la plus proche, située sur la commune de Brionne à 9 km à vol d'oiseau, est de 11,5 °C et le cumul annuel moyen de précipitations est de 791,7 mm,. Pour l'avenir, les paramètres climatiques de la commune estimés pour 2050 selon différents scénarios d’émission de gaz à effet de serre sont consultables sur un site dédié publié par Météo-France en novembre 2022.

## Urbanisme

### Typologie
Au 1er janvier 2024, Morsan est catégorisée commune rurale à habitat dispersé, selon la nouvelle grille communale de densité à 7 niveaux définie par l'Insee en 2022.
Elle est située hors unité urbaine et hors attraction des villes,.

### Occupation des sols
L'occupation des sols de la commune, telle qu'elle ressort de la base de données européenne d’occupation biophysique des sols Corine Land Cover (CLC), est marquée par l'importance des territoires agricoles (100 % en 2018), une proportion identique à celle de 1990 (100 %). La répartition détaillée en 2018 est la suivante : 
terres arables (76,5 %), prairies (23,5 %). L'évolution de l’occupation des sols de la commune et de ses infrastructures peut être observée sur les différentes représentations cartographiques du territoire : la carte de Cassini (XVIIIe siècle), la carte d'état-major (1820-1866) et les cartes ou photos aériennes de l'IGN pour la période actuelle (1950 à aujourd'hui).

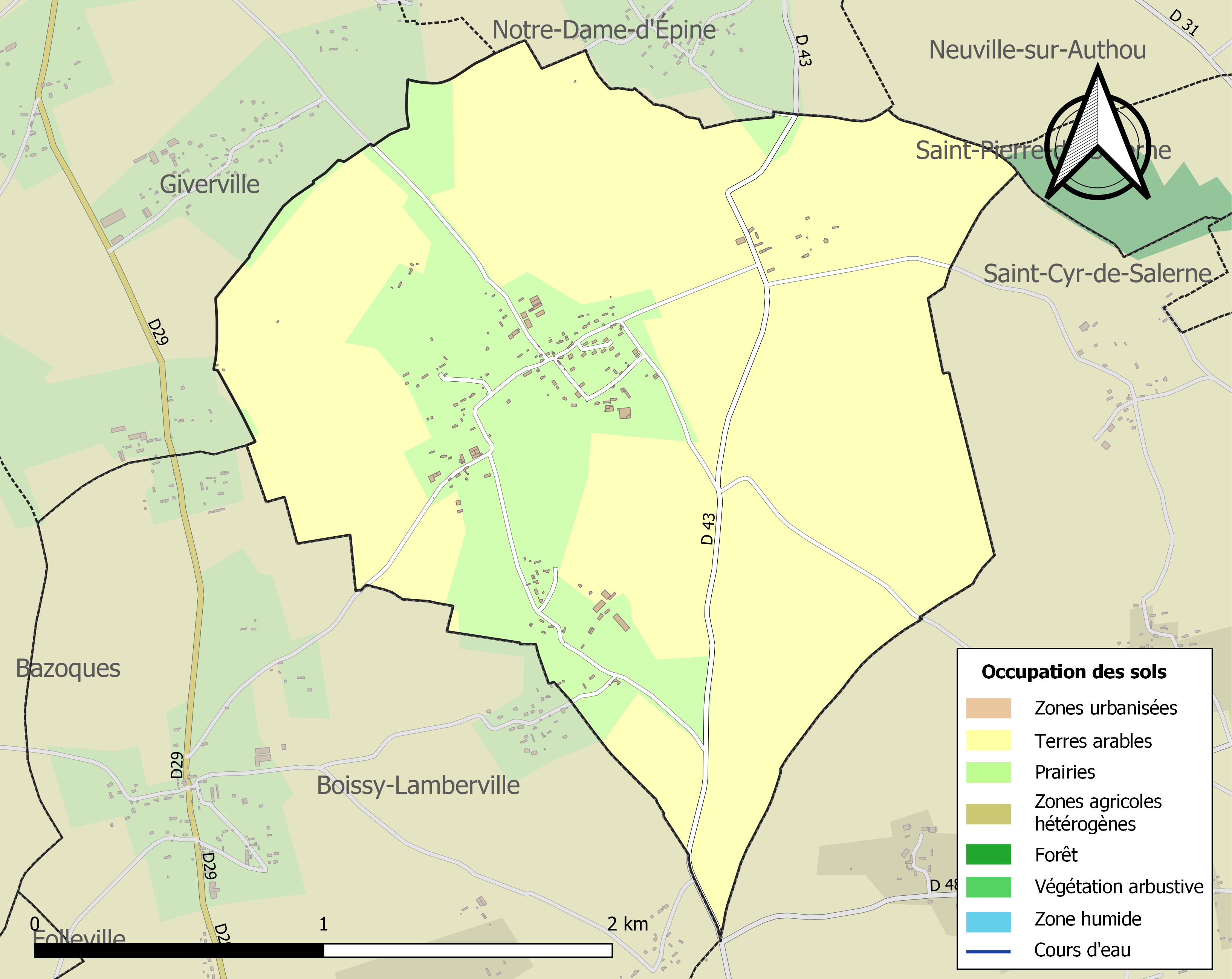
Carte des infrastructures et de l'occupation des sols de la commune en 2018 (CLC).

## Toponymie
Le nom de la localité est attesté sous les formes Morchent en 1050 - 1066 (Fauroux 197) ; Murcench au XIe siècle (Orderic Vital) ; Morceng au XIIIe siècle (Duchesne, Liste de serv. militaires) ; Morchenc en 1321 (cartulaire du Bec) ; Morsent, Morsenc, Morsens en 1562 ; Morsant en 1754 (Dict. des postes) ; Morsan-en-Lieuvin en 1828 (Louis Du Bois).
Il s'agit d'un composé de basse-latinité muro cinctus « enceint d'un mur », « entouré d'un mur », type toponymique désignant probablement une enceinte du Bas Empire, dont la plus ancienne attestation connue se trouve chez Ammien Marcellin et qu'on retrouve dans de nombreux toponymes du Nord de la France : Morsent (Eure, Morcenc XIIe siècle) au sud de la ligne Joret ; Morsans (Eure-et-Loir) également ; Morchain (Somme, Murocinctus 995) au nord de la ligne Joret ; etc.
Selon Albert Dauzat et Charles Rostaing, la voyelle o de Murocinctus fait difficulté. En effet le u long latin : ū [u:] de mūrus « mur » a régulièrement donné u [y] en français (pūrus « pur », dűrus « dur ») et non pas o.
Remarque : Morsan est mentionnée sous la forme normande Morchent en 1050 - 1066 et Morchenc en 1321 (voir supra), la paroisse se trouvant au nord de l'isoglosse « s(s) / ch » dit chuintement normanno-picard, c'est-à-dire au nord de la ligne Joret.

## Histoire
Paroisse en 1060, seigneurie en 1180, baronnie en 1628, marquisat en 1668.

## Politique et administration
| Période                                  | Période  | Identité        | Étiquette | Qualité  |
| ---------------------------------------- | -------- | --------------- | --------- | -------- |
| avant 1981                               | ?        | André Barre     |           |          |
| mars 2002                                | 2008     | Michel Marescal | -         | -        |
| mars 2008                                | En cours | Francis Agasse  | DVD       | Retraité |
| Les données manquantes sont à compléter. |          |                 |           |          |

## Démographie
L'évolution du nombre d'habitants est connue à travers les recensements de la population effectués dans la commune depuis 1793. Pour les communes de moins de 10 000 habitants, une enquête de recensement portant sur toute la population est réalisée tous les cinq ans, les populations de référence des années intermédiaires étant quant à elles estimées par interpolation ou extrapolation. Pour la commune, le premier recensement exhaustif entrant dans le cadre du nouveau dispositif a été réalisé en 2006.

En 2022, la commune comptait 122 habitants, en évolution de +11,93 % par rapport à 2016 (Eure : −0,25 %, France hors Mayotte : +2,11 %).
| 1793 | 1800 | 1806 | 1821 | 1831 | 1836 | 1841 | 1846 | 1851 |
| ---- | ---- | ---- | ---- | ---- | ---- | ---- | ---- | ---- |
| 423  | 430  | 478  | 355  | 405  | 415  | 387  | 375  | 352  |

| 1856 | 1861 | 1866 | 1872 | 1876 | 1881 | 1886 | 1891 | 1896 |
| ---- | ---- | ---- | ---- | ---- | ---- | ---- | ---- | ---- |
| 321  | 316  | 279  | 261  | 250  | 222  | 192  | 175  | 160  |

| 1901 | 1906 | 1911 | 1921 | 1926 | 1931 | 1936 | 1946 | 1954 |
| ---- | ---- | ---- | ---- | ---- | ---- | ---- | ---- | ---- |
| 166  | 167  | 155  | 132  | 125  | 108  | 111  | 133  | 121  |

| 1962 | 1968 | 1975 | 1982 | 1990 | 1999 | 2006 | 2011 | 2016 |
| ---- | ---- | ---- | ---- | ---- | ---- | ---- | ---- | ---- |
| 119  | 130  | 130  | 93   | 70   | 92   | 106  | 123  | 109  |

| 2021 | 2022 | - | - | - | - | - | - | - |
| ---- | ---- | - | - | - | - | - | - | - |
| 116  | 122  | - | - | - | - | - | - | - |

## Culture locale et patrimoine

### Lieux et monuments
- L'église de la Sainte-Trinité. Cette église possède une nef du XIIIe siècle et un chœur du XVIIe siècle. Elle fut remaniée aux XVIe et XVIIe siècles. Le clocher est octogonal. Statuaire du XVIe siècle, mobilier du XVIIIe siècle. Un if imposant se trouve devant la porte de l'église[25].
- Le château Blanc de Morsan.

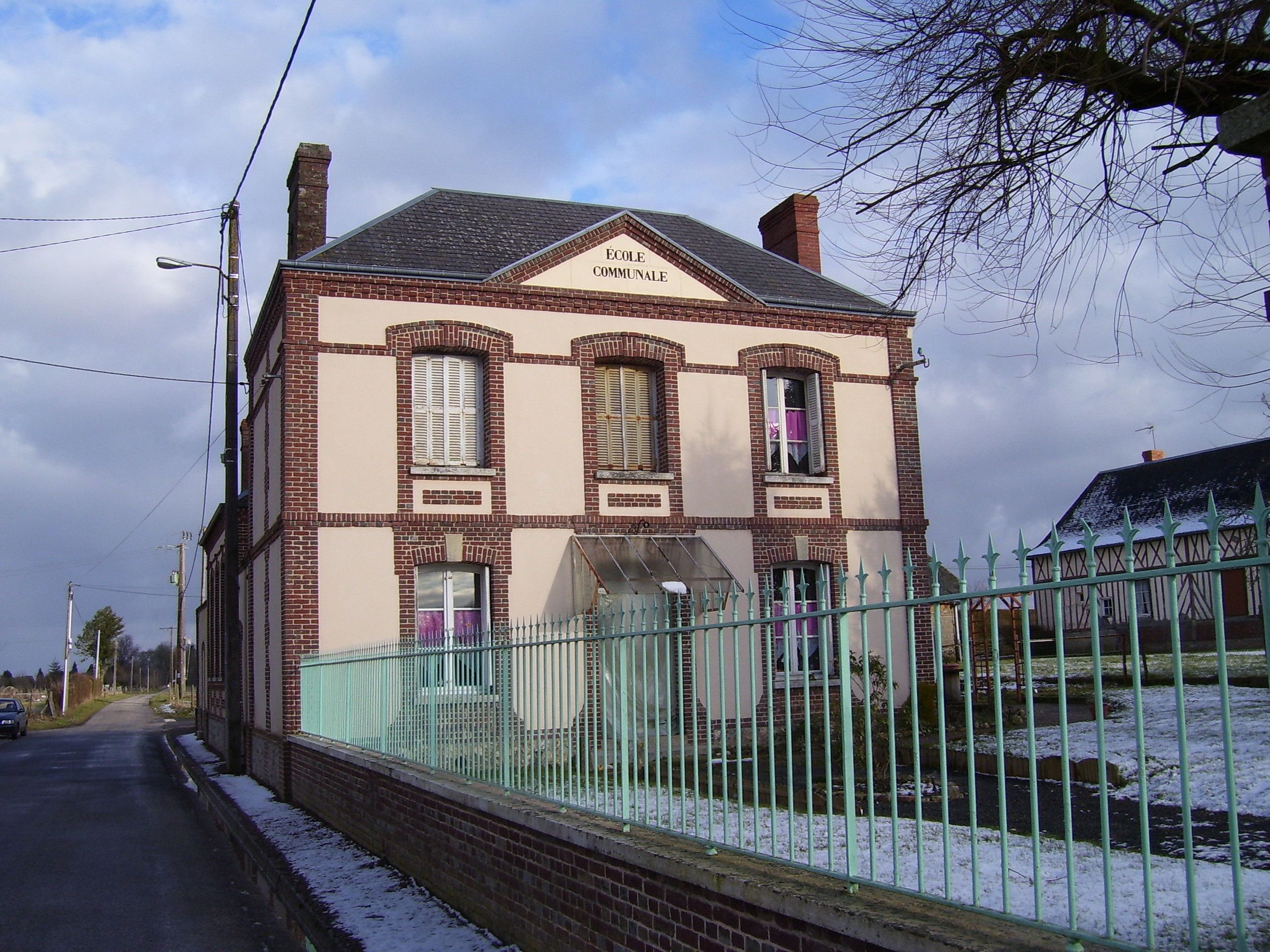
École communale.
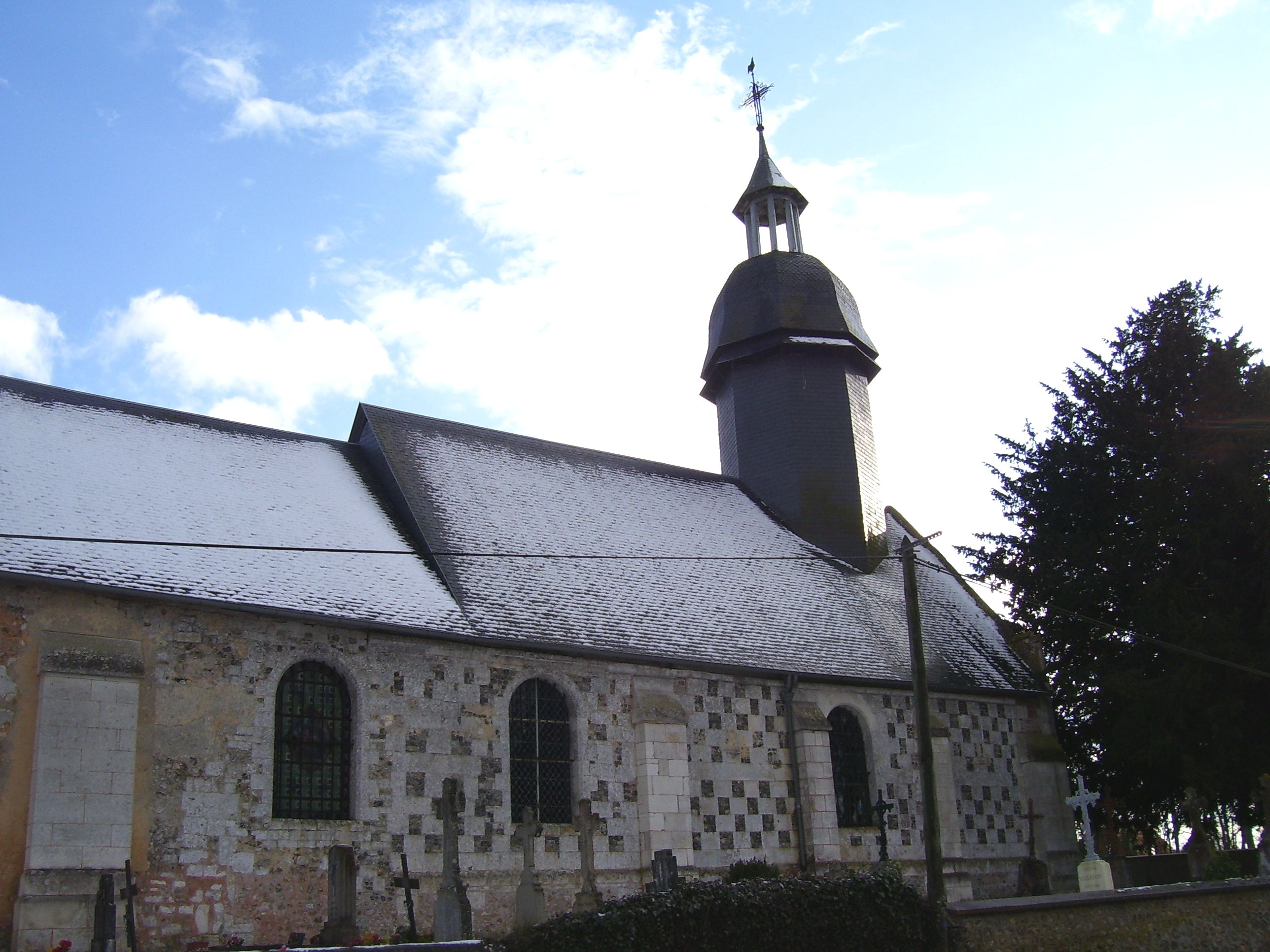
Église de la Sainte-Trinité et son if funéraire.
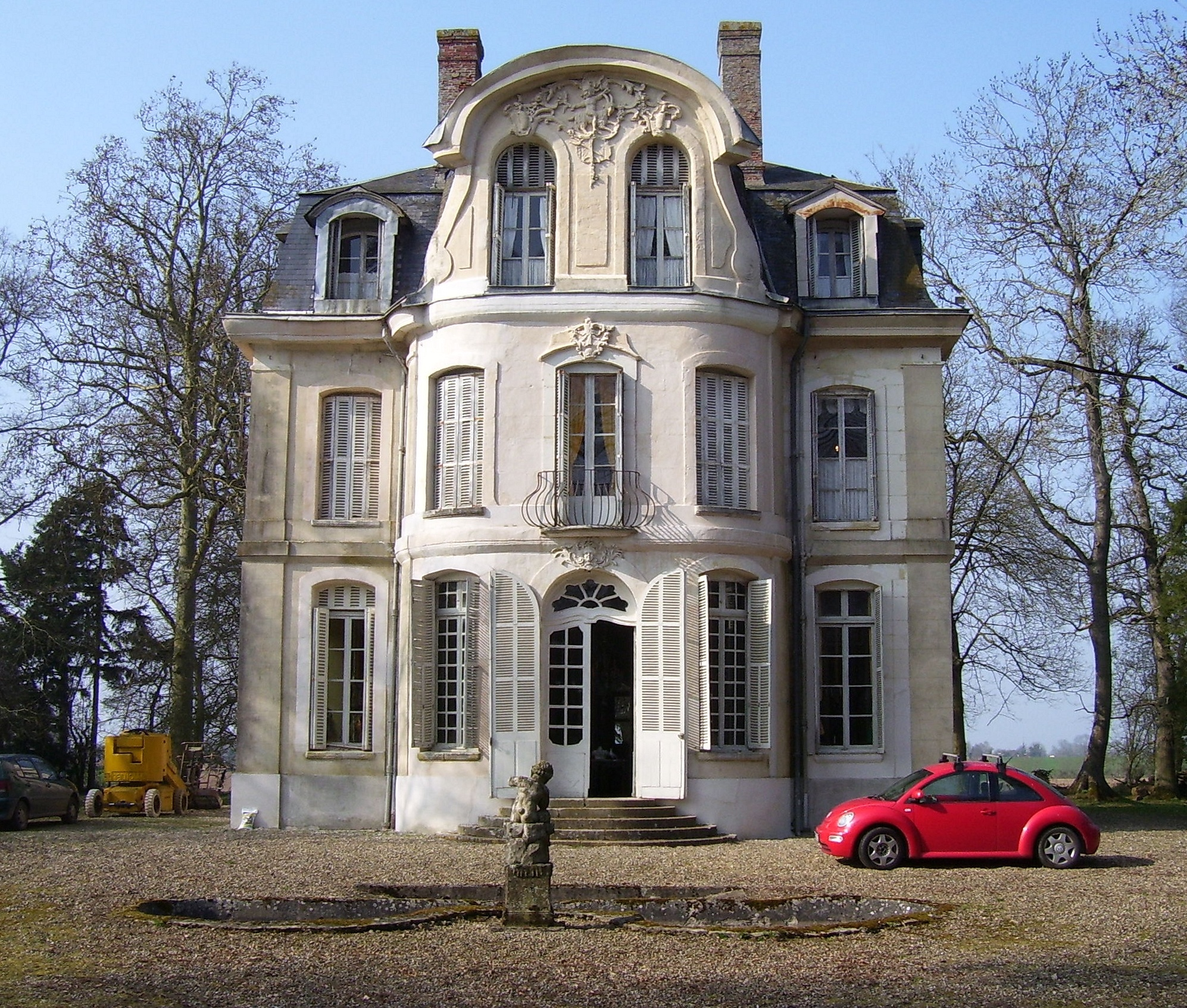
Le château Blanc de Morsan.
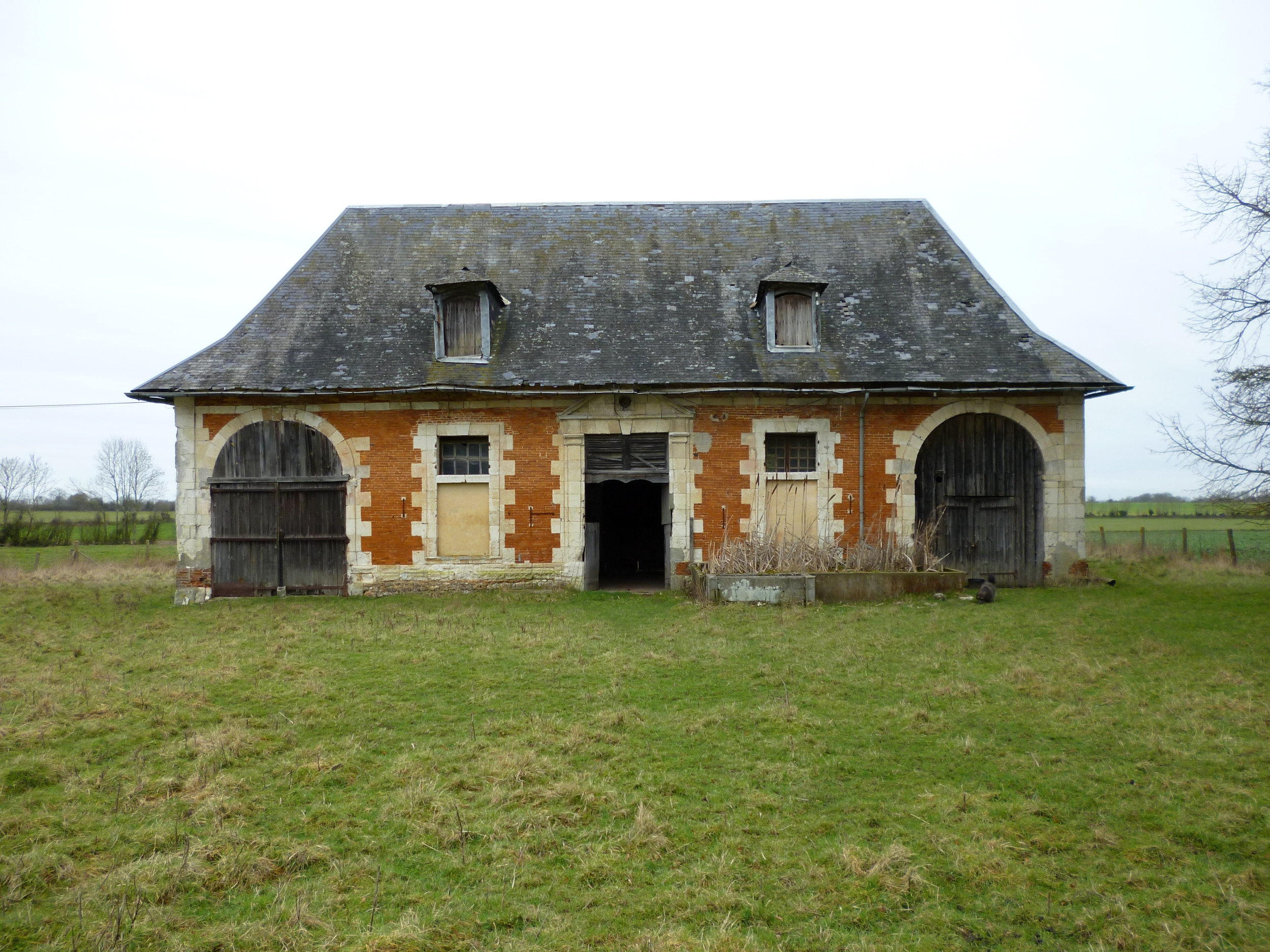
Remise du château Blanc.
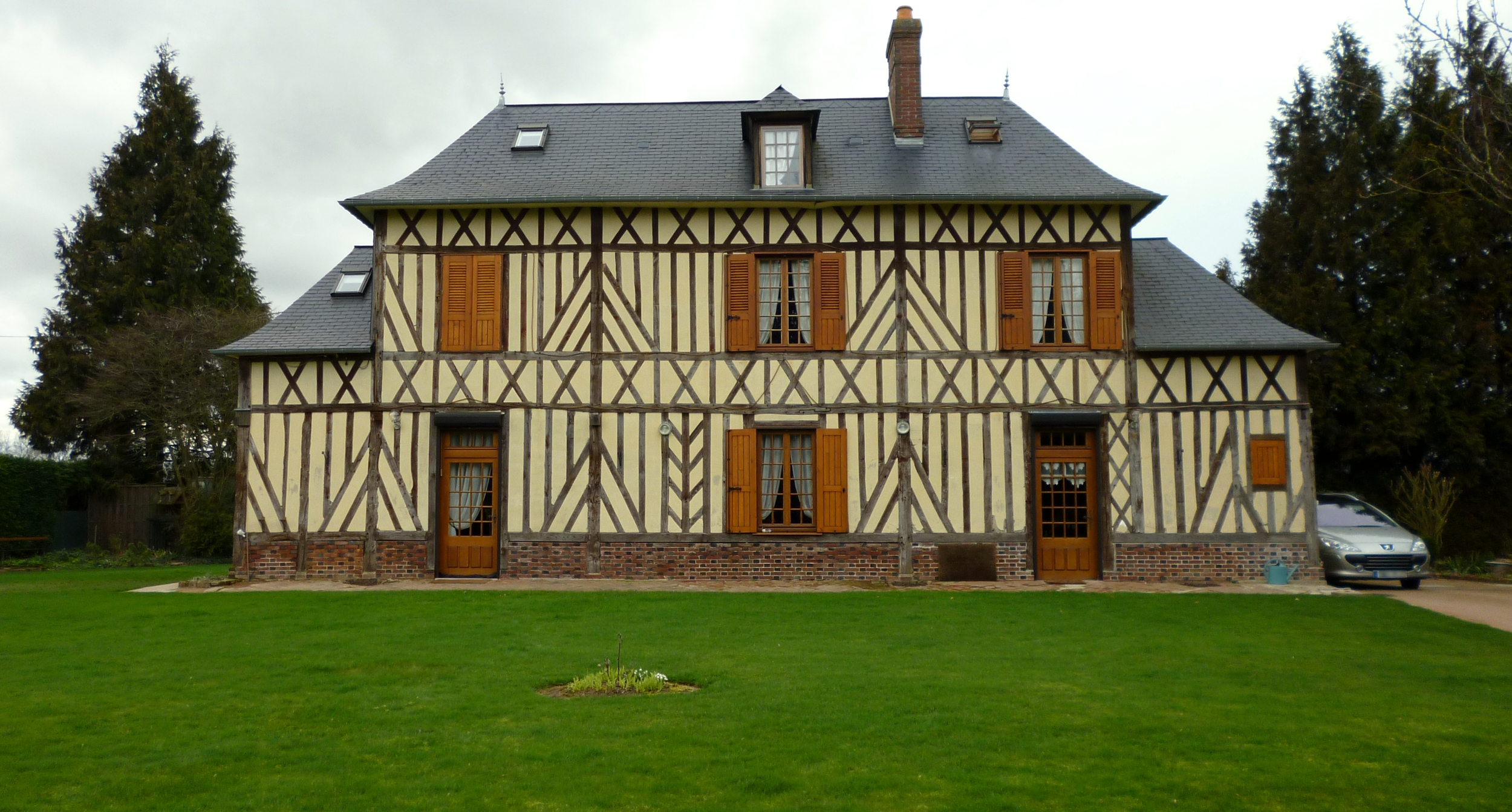
Maison à pans de bois.
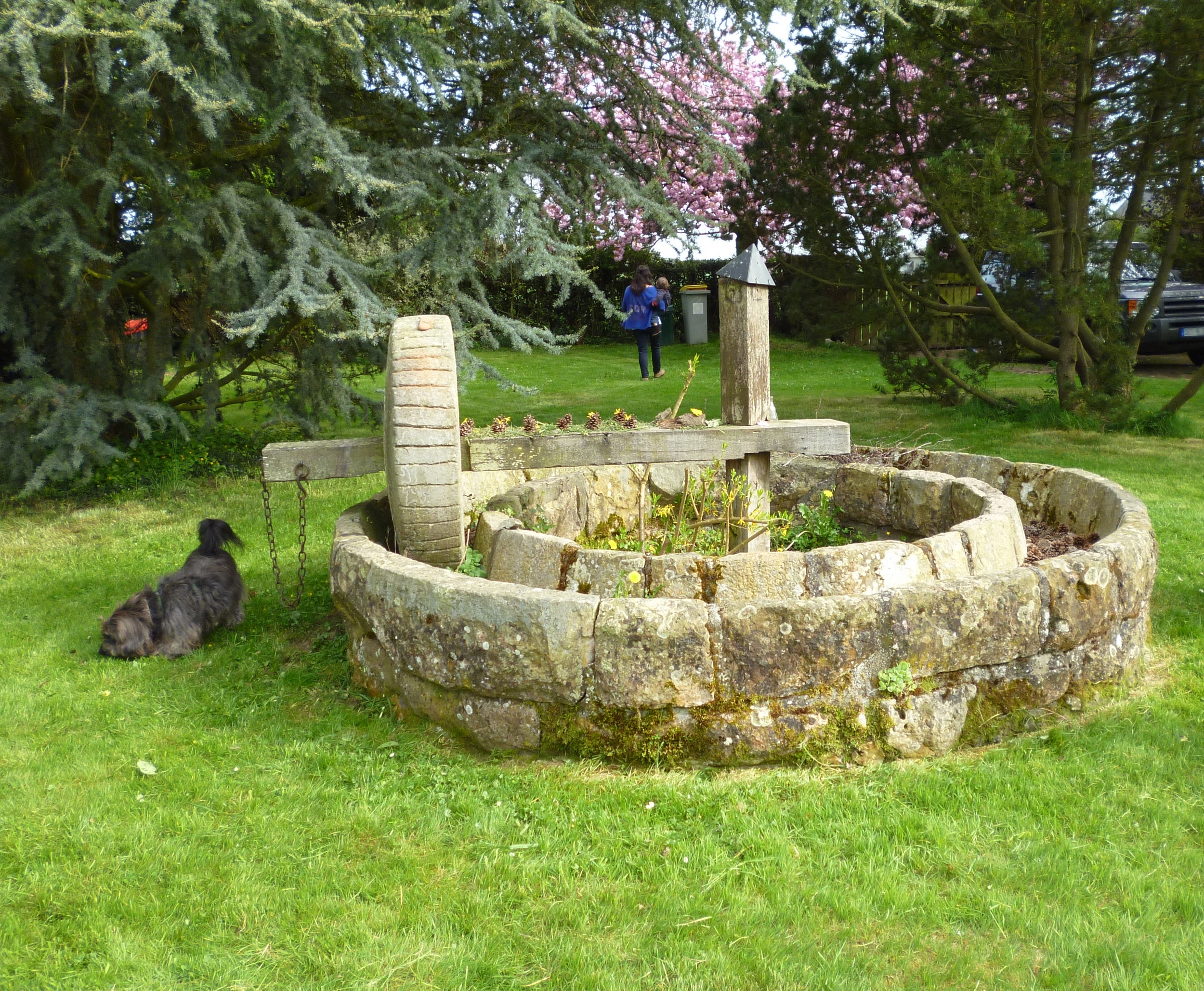
Pressoir à cidre.

### Patrimoine naturel

#### ZNIEFF de type 2
- La vallée de la Risle de Brionne à Pont-Audemer, la forêt de Montfort[26].

## Personnalités liées à la commune
- Jacques-Christophe Valmont de Bomare[27],[28].